# Парсеваль-Гранмезон, Франсуа-Огюст
Франсуа-Огюст Парсеваль-Гранмезон (1759—1834) — французский поэт, член Французской академии.
Сопутствовал Наполеону в его египетской экспедиции. Написал героическую поэму: «Филипп-Август» (Париж, 1825—26); воспевал семейные торжества, происходившие в императорском доме; переводил древнеклассических поэтов, Мильтона, Торквато Тассо и др.